# Maurice Martens
Maurice Martens (Aalst, 5 juni 1947) is een Belgisch voormalig voetballer. In 1973 won hij de Gouden Schoen. Hij speelde 16 seizoenen op het hoogste niveau in de Belgische voetbalcompetitie.

## Clubs
Maurice Martens begon zijn carrière als profvoetballer bij RSC Anderlecht. Hij debuteerde tijdens het seizoen 1967-'68 in het A-elftal. Martens was op dat moment 20 jaar en maakte zijn intrede aan de zijde van bekende spelers zoals Jan Mulder, Paul Van Himst, Johan Devrindt en Georges Heylens. In zijn eerste seizoen speelde hij 5 wedstrijden en werd hij landskampioen.
Een seizoen later hoopte iedereen op z'n grote doorbraak maar die kwam er niet echt. Martens speelde 13 wedstrijden in het A-elftal van Anderlecht, maar was nog steeds niet een vaste waarde voor de linksachter-positie. Ook de volgende jaren werd hij geen titularis bij de Brusselaars. Toch mocht hij in 1970 mee naar het WK in Mexico. In 1971 maakte Martens dan maar de overstap naar een andere Brusselse topclub, Racing White. Daar ontpopte hij zich meteen als een belangrijke pion van het elftal en werd hij ook kapitein van de ploeg. In 1973 kreeg hij voor zijn prestaties de Gouden Schoen.
Racing White veranderde in '73 van naam en stond nu bekend als Racing White Daring Molenbeek (RWDM). Onder leiding van Martens en de jonge Nederlandse middenvelder Johan Boskamp werd RWDM de grootste concurrent van Anderlecht in de competitie. Het seizoen 1974-'75 sloot RWDM af als landskampioen en Boskamp werd de eerste buitenlander die de Gouden Schoen won.
Ondertussen werd Maurice Martens het clubicoon van RWDM. Tot 1983 bleef hij de kleuren van de Brusselse club verdedigen alvorens hij een punt zette achter zijn carrière als profvoetballer.

## Nationale ploeg
Maurice Martens speelde tijdens zijn loopbaan als voetballer 26 keer voor de Rode Duivels. In 1970, hij was toen 23 jaar, trok hij mee naar het WK in Mexico. Twee jaar later werd hij door bondscoach Raymond Goethals geselecteerd voor het EK '72, dat door België werd georganiseerd. Een belangrijk toernooi waarin de Rode Duivels uiteindelijk op de derde plaats eindigden.
Het was voor Martens wachten tot 1980 alvorens hij nog eens mocht deelnemen aan een groot landenkampioenschap. Hij werd door toenmalig bondscoach Guy Thys geselecteerd voor het EK in Italië. De Rode Duivels konden toen rekenen op grote namen zoals Jean-Marie Pfaff, René Vandereycken, Wilfried Van Moer, Jan Ceulemans en Eric Gerets. De ploeg haalde uiteindelijk de finale, waarin het verloor van West-Duitsland.

## Palmares

### Club
RSC Anderlecht
- Eerste Klasse: 1966–67
- Beker der Jaarbeurssteden finalist: 1969–70

#### RWD Molenbeek
- Eerste Klasse: 1974-75
- Amsterdam Toernooi: 1975
- Trofee Jules Pappaert: 1975

### Internationaal

#### België
- Europees Kampioenschap: Derde plaats: 1972, Tweede plaats: 1980

### Individueel
- Gouden Schoen: 1973

1 Piot ·
2 Heylens ·
3 Thissen ·
4 Dewalque ·
5 Jeck ·
6 Dockx ·
7 Semmeling ·
8 Van Moer ·
9 De Vrindt ·
10 Van Himst  ·
11 Puis ·
12 Trappeniers ·
13 Beurlet ·
14 Martens ·
15 Vandendaele ·
16 Polleunis ·
17 Verheyen ·
18 Lambert ·
19 Carteus ·
20 Peeters ·
21 Janssens ·
22 Duquesne ·
Coach: Goethals
Piot ·
Sanders ·
Dolmans ·
Heylens ·
Martens ·
Thissen ·
Van Binst ·
Semmeling ·
Thio ·
Vandendaele ·
J. Verheyen ·
Dockx ·
F. Janssens ·
Plessers ·
R. Verheyen ·
Lambert ·
Polleunis ·
Teugels ·
Van Himst  ·
Coach: Goethals
Assistent-trainer: Labeau
1 Custers ·
2 Gerets ·
3 L. Millecamps ·
4 Meeuws ·
5 Renquin ·
6 Cools  ·
7 Vandereycken ·
8 Van Moer ·
9 Van der Elst ·
10 Vandenbergh ·
11 Ceulemans ·
12 Pfaff ·
13 M. Martens ·
14 Plessers ·
15 Verheyen ·
16 M. Millecamps ·
17 Mommens ·
18 Dardenne ·
19 Wellens ·
20 Preud'homme ·
21 Heyligen ·
22 R. Martens ·
Coach: Thys
1954: Rik Coppens · 1955: Fons Van Brandt · 1956: Vic Mees · 1957: Jef Jurion · 1958: Roland Storme · 1959: Lucien Olieslagers · 1960–61: Paul Van Himst · 1962: Jef Jurion · 1963: Jean Nicolay · 1964: Wilfried Puis · 1965: Paul Van Himst · 1966: Wilfried Van Moer · 1967: Fernand Boone · 1968: Odilon Polleunis · 1969: Wilfried Van Moer · 1970: Wilfried Van Moer · 1971: Erwin Vandendaele · 1972: Christian Piot · 1973: Maurice Martens · 1974: Paul Van Himst · 1975: Johan Boskamp · 1976: Rob Rensenbrink · 1977: Julien Cools · 1978: Jean-Marie Pfaff · 1979: Jean Janssens · 1980: Jan Ceulemans · 1981: Erwin Vandenbergh · 1982: Eric Gerets · 1983: Frank Vercauteren · 1984: Enzo Scifo · 1985–86: Jan Ceulemans · 1987: Michel Preud'homme · 1988: Lei Clijsters · 1989: Michel Preud'homme · 1990: Franky Van der Elst · 1991: Marc Degryse · 1992: Philippe Albert · 1993: Pär Zetterberg · 1994: Gilles De Bilde · 1995: Paul Okon · 1996: Franky Van der Elst · 1997: Pär Zetterberg · 1998: Branko Strupar · 1999: Lorenzo Staelens · 2000: Jan Koller · 2001: Wesley Sonck · 2002: Timmy Simons · 2003: Aruna Dindane · 2004: Vincent Kompany · 2005: Sérgio Conceição · 2006: Mbark Boussoufa · 2007: Steven Defour · 2008: Axel Witsel · 2009: Milan Jovanović · 2010: Mbark Boussoufa · 2011: Matías Suárez · 2012: Dieumerci Mbokani · 2013: Thorgan Hazard · 2014: Dennis Praet · 2015: Sven Kums · 2016: José Izquierdo · 2017: Ruud Vormer · 2018–19: Hans Vanaken · 2020: Lior Refaelov · 2021: Paul Onuachu · 2022: Simon Mignolet · 2023: Toby Alderweireld · 2024: Hans Vanaken